# Воргуле
Воргуле (пол. Worgule) — село в Польщі, у гміні Лешна-Подляська Більського повіту Люблінського воєводства. Населення — 335 осіб (2011).

## Історія
За даними етнографічної експедиції 1869—1870 років під керівництвом Павла Чубинського, у селі проживали лише греко-католики, які розмовляли українською мовою.
У 1975—1998 роках село належало до Білопідляського воєводства.

## Демографія
Демографічна структура станом на 31 березня 2011 року:
|          | Загалом | Допрацездатний вік | Працездатний вік | Постпрацездатний вік |
| -------- | ------- | ------------------ | ---------------- | -------------------- |
| Чоловіки | 162     | 39                 | 100              | 23                   |
| Жінки    | 173     | 32                 | 93               | 48                   |
| Разом    | 335     | 71                 | 193              | 71                   |